# Helio Rafael Tamayo Tamayo
Helio Rafael Tamayo Tamayo es diputado de la Asamblea Departamental de Cundinamarca. Fue su presidente durante el primer semestre del 2016.

## Biografía
Egresado de la Universidad INCCA de Colombia como ingeniero de sistemas, especializado en gerencia social por la Escuela Superior de Administración Pública (ESAP) y diplomado en el Nuevo Código Disciplinario Ley 734 de la Procuraduría General de la República.
En 1976 inicia en el municipio de Silvania, Cundinamarca (Colombia), actividades agropecuarias que le permiten entrar en contacto con las dificultades de los campesinos colombianos. Desde su actividad en el campo, gestiona el distrito de riego, el acueducto y el mejoramiento de las vías de acceso a la vereda Santa Rita, en la cual trabaja. Con esas iniciativas como presentación, llega a ser Presidente del Comité de Cafeteros de Silvania y concejal del mismo municipio, labor que desempeña por 12 años y desde la que se proyecta como candidato a la Asamblea Departamental de Cundinarca.
En el 2011 inicia su tercer periodo como diputado y es elegido presidente de la Asamblea Departamental de Cundinamarca para el segundo semestre del 2012.
En octubre de 2015 fue reelegido para el periodo 2016 - 2020 como diputado por la Asamblea de Cundinamarca con la mayor votación del departamento (42.400 votos).
Hace parte del Partido Conservador Colombiano y del equipo de trabajo político que está conformado por sus hermanos el exsenador Fernando Tamayo Tamayo y la senadora Soledad Tamayo.